# Pin'an
Pin'an (phát âm như pinh-ang) là tên một loạt bài Kata cơ bản được nhiều lưu phái Karate sử dụng để đào tạo môn sinh mới. Loạt bài kata Pin'an gồm 5 bài: Pin'an Shodan (sơ đẳng), Pin'an Nidan (nhị đẳng), Pin'an Sandan (tam đẳng), Pin'an Yondan (tứ đẳng) và Pin'an Godan (ngũ đẳng). Ngoài ra còn có bài Pin'an Dai (Đại) là sự kết hợp cả năm bài kia lại.
Các bài này do Itosu Andō biên soạn vào những năm đầu của thế kỷ 20 trên cơ sở bài kata cao cấp là Kusanku. Khi Funakoshi Gichin truyền bá Karate lên đất liền Nhật Bản, ông dùng cách phát âm của tiếng Nhật phổ thông để gọi các bài kata này, Heian (kanji: 平安, phát âm như hêi-an).
Các lưu phái Karate tiếp thu Pin'an bao gồm Shotokan, Wado-ryu, Matsubayashi-ryu, Shorei-ryu, Shorin-ryu. Giữa các lưu phái này, những thao tác của các bài Pin'an có thể có đôi chút khác nhau.